# Турысбек, Бауыржан Айткалиулы
Бауыржа́н Айткалиулы Турысбе́к (каз. Бауыржан Айтқалиұлы Тұрысбек; род. 15 октября 1991, Алма-Ата) — казахстанский футболист, нападающий.

## Биография

### Клубная карьера
Несколько сезонов тренировался в системе ФК «Сункар» (Каскелен) в молодёжной команде и Первой лиге.
В 2014 году играл уже в Премьер-лиге в семейском «Спартаке».
В августе 2014 согласился на предложение сыграть в сербской Суперлиге в ФК «Раднички» (Ниш). Сразу забил один гол в товарищеском матче, но затем на поле вышел лишь в 4 играх чемпионата и одной игре на Кубок Сербии.
Вернулся в Казахстан и с января 2015 года начал выступать в талдыкорганском «Жетысу». В 25 матчах забил 5 голов, твёрдо заняв место в основе. В первом круге следующего сезона провёл 17 игр, забил два гола. Но тут получил приглашение из родного Алматы.
В июне 2016 года, подписав контракт на 3,5 года, перешёл в алматинский «Кайрат», которым руководил грузин Кахабер Цхададзе. На поле вышел 23 июня в победном матче с «Астаной» (1-0), а 7 июля уже открыл счёт голам в Лиге Европы, забив гол албанской «Теуте». До конца сезона выступил в 9 матчах чемпионата и помог клубу завоевать серебряные медали. В Кубке страны сыграл две игры за «Жетысу», причём вторую против «Кайрата» в четвертьфинале, а потом — две игры уже за «Кайрат» на замене в полуфиналах. Но в финале «Кайрат» проиграл «Астане» (0-1).
В сезоне 2017 года провёл 14 игр в чемпионате и забил 5 голов, в Кубке провёл 4 матча и был даже вызван в сборную Казахстана 4 июня 2017 года перед матчем отборочного турнира ЧМ-2018 против сборной Дании. Но с приходом в «Кайрат» нового тренера испанца Карлоса Феррера был переведён в конце августа в дубль — команду «Кайрат А», выступающую в Первой лиге. В трёх сентябрьских матчах регулярно забивал по голу и был признан лучшим игроком сентября Первой лиги. Именно в это время главный тренер сборной Казахстана Александр Бородюк привлёк Турысбека к выступлениям за главную команду страны.
11 января 2018 года Бауржан подписал двухлетний контракт с костанайским «Тоболом». 11 марта дебютировал в составе команды в игре с «Жетысу», забив победный гол матче.
С 2023 года выступал за казахстанскую медийную футбольную команду «Впорядке» (позже переименованную в «Впорядке Krap Team»). В составе этой команды стал победителем МФЛ Кыргызстана, занял второе место в МФЛ Казахстана и третье место на международном турнире, проходившем в Казахстане. В шестом сезоне российской Медийной футбольной лиги (МФЛ) перешёл в команду Broke Boys, с которой завоевал серебряные медали турнира.

### Сборная
Турысбек дебютировал в сборной 1 сентября 2017 года в Астане, выйдя на замену на 62-й минуте матча отборочного турнира ЧМ-2018 против сборной Черногории (0:3) и стал первым футболистом Первой лиги, выступившем за сборную в официальном матче. Во второй своей игре 5 октября 2017 года, также выйдя на замену на 65-й минуте, забил гол, размочив счёт в снова проигранном матче на выезде со сборной Румынии (1:3), и стал первым игроком Первой лиги, забившем гол в сборной. Свою третью игру за сборную провёл 8 октября на «Астана Арене» против сборной Армении в последнем матче отборочного турнира ЧМ-2018, вышел уже в стартовом составе и сравнял счёт после гола Мхитаряна (1:1).

## Достижения
«Кайрат»
- Вице-чемпион Казахстана (2): 2016, 2017

«Тобол»
- Бронзовый призёр чемпионата Казахстана: 2018